# پترا مارتیچ
پترا مارتیچ (انگلیسی: Petra Martić؛ زادهٔ ۱۹ ژانویهٔ ۱۹۹۱) یک تنیس‌باز اهل کرواسی است.